# Mistrzostwa Europy w Lekkoatletyce 1986 – bieg na 400 m przez płotki mężczyzn

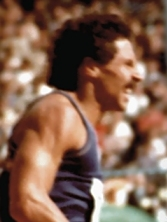
Harald Schmid w 1981

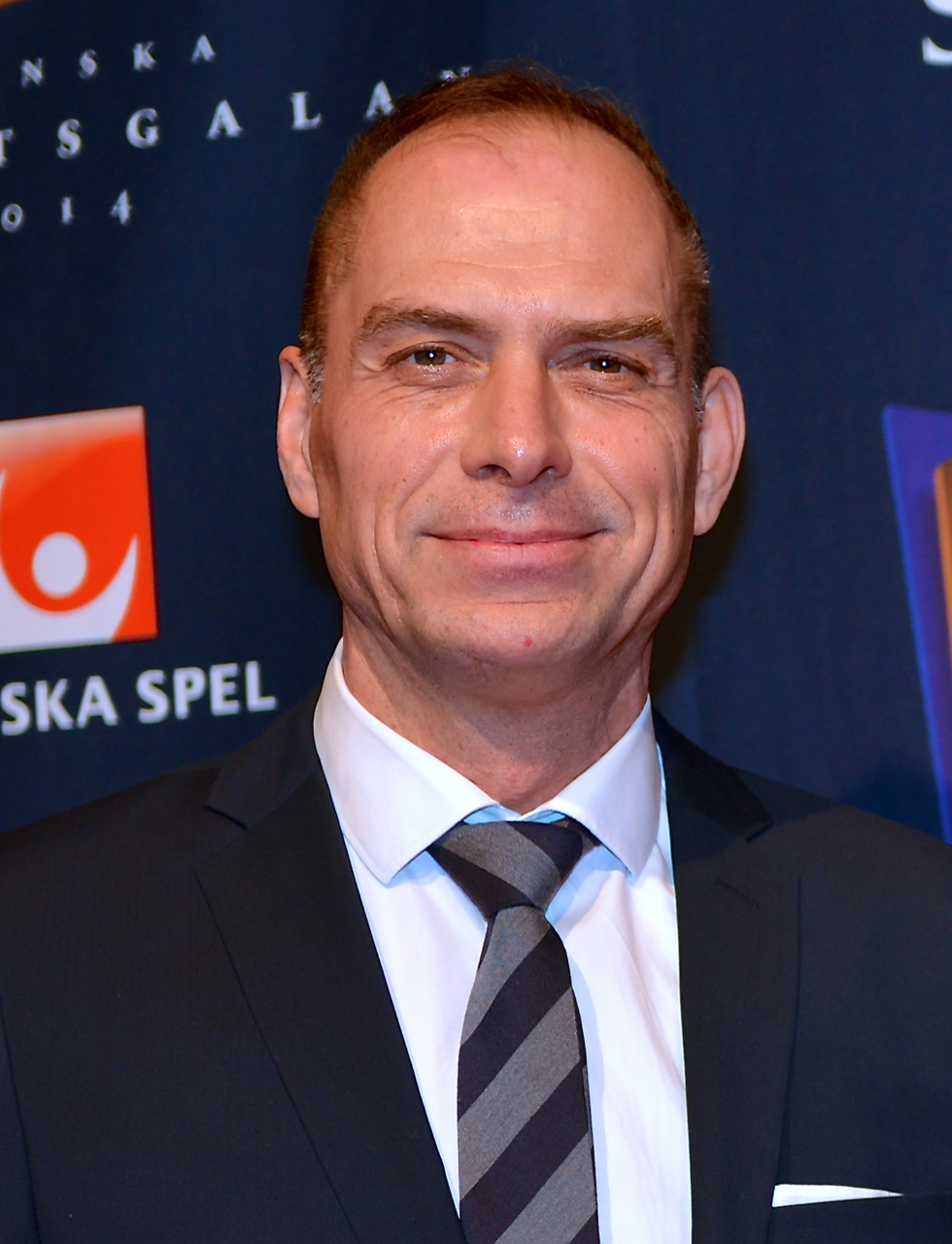
Sven Nylander w 2014

Bieg na dystansie 400 metrów przez płotki mężczyzn był jedną z konkurencji rozgrywanych podczas XIV mistrzostw Europy w Stuttgarcie. Biegi eliminacyjne zostały rozegrane 26 sierpnia, półfinałowe 27 sierpnia, a bieg finałowy 29 sierpnia 1986 roku. Zwycięzcą tej konkurencji został reprezentant Republiki Federalnej Niemiec Harald Schmid, który w tej sposób po raz trzeci z rzędu zwyciężył w tej konkurencji. W rywalizacji wzięło udział dwudziestu czterech zawodników z trzynastu reprezentacji.

## Rekordy
| Rekord świata     | Edwin Moses (USA)   | 47,02 | Koblencja, RFN | 31.08.1983 |
| Rekord Europy     | Harald Schmid (FRG) | 47,48 | Ateny, Grecja  | 08.09.1982 |
| Rekord mistrzostw | Harald Schmid (FRG) | 47,48 | Ateny, Grecja  | 08.09.1982 |

## Wyniki

### Eliminacje
Rozegrano cztery biegi eliminacyjne. Do półfinałów awansowało po trzech najlepszych zawodników każdego biegu eliminacyjnego (Q) oraz czterech spośród pozostałych z najlepszym czasem (q).
Bieg 1
| Miejsce | Zawodnik        | Czas  | Uwagi |
| ------- | --------------- | ----- | ----- |
| 1       | Sven Nylander   | 49,80 | Q     |
| 2       | Toma Tomow      | 50,02 | Q     |
| 3       | José Alonso     | 50,03 | Q     |
| 4       | Matthias Kaulin | 50,09 | q     |
| 5       | Giorgio Rucli   | 50,89 |       |
| 6       | Alain Cuypers   | 51,27 |       |

Bieg 2
| Miejsce | Zawodnik            | Czas  | Uwagi |
| ------- | ------------------- | ----- | ----- |
| 1       | Aleksandr Wasiljew  | 49,61 | Q     |
| 2       | Peter Scholz        | 49,74 | Q     |
| 3       | Rik Tommelein       | 49,92 | Q     |
| 4       | Thomas Futterknecht | 50,17 | q     |
| 5       | Luca Cosi           | 50,69 | q     |
| 6       | Jeorjos Wamwakas    | 50,91 |       |

Bieg 3
| Miejsce | Zawodnik         | Czas  | Uwagi |
| ------- | ---------------- | ----- | ----- |
| 1       | Harald Schmid    | 50,15 | Q     |
| 2       | Philippe Gonigam | 50,45 | Q     |
| 3       | Max Robertson    | 50,64 | Q     |
| 4       | Ryszard Szparak  | 50,70 |       |
| 5       | Oleg Azarow      | 50,76 |       |
| 6       | Ulf Sedlacek     | 51,58 |       |
| 7       | Klaus Ehrle      | 51,82 |       |

Bieg 4
| Miejsce | Zawodnik            | Czas  | Uwagi |
| ------- | ------------------- | ----- | ----- |
| 1       | Tagir Ziemskow      | 49,85 | Q     |
| 2       | Atanasios Kalojanis | 49,96 | Q     |
| 3       | Jozef Kucej         | 50,00 | Q     |
| 4       | Phil Beattie        | 50,00 | q     |
| 5       | Thomas Nyberg       | 52,16 |       |

### Półfinały
Rozegrano dwa półfinały. Do finału awansowało po czterech najlepszych zawodników każdego biegu półfinałowego (Q).
Półfinał 1
| Miejsce | Zawodnik            | Czas  | Uwagi |
| ------- | ------------------- | ----- | ----- |
| 1       | Harald Schmid       | 49,17 | Q     |
| 2       | José Alonso         | 49,45 | Q     |
| 3       | Tagir Ziemskow      | 49,47 | Q     |
| 4       | Atanasios Kalojanis | 49,86 | Q     |
| 5       | Luca Cosi           | 50,28 |       |
| 6       | Philippe Gonigam    | 50,44 |       |
| 7       | Phil Beattie        | 50,67 |       |
| –       | Peter Scholz        | DQ    |       |

Półfinał 2
| Miejsce | Zawodnik            | Czas  | Uwagi |
| ------- | ------------------- | ----- | ----- |
| 1       | Aleksandr Wasiljew  | 48,80 | Q     |
| 2       | Sven Nylander       | 48,83 | Q,    |
| 3       | Toma Tomow          | 49,21 | Q     |
| 4       | Rik Tommelein       | 49,77 | Q     |
| 5       | Thomas Futterknecht | 49,82 |       |
| 6       | Matthias Kaulin     | 50,00 |       |
| 7       | Max Robertson       | 50,06 |       |
| 8       | Jozef Kucej         | 50,42 |       |

### Finał
| Miejsce | Zawodnik            | Czas  |
| ------- | ------------------- | ----- |
| 1       | Harald Schmid       | 48,65 |
| 2       | Aleksandr Wasiljew  | 48,76 |
| 3       | Sven Nylander       | 49,38 |
| 4       | Toma Tomow          | 49,62 |
| 5       | Tagir Ziemskow      | 50,02 |
| 6       | José Alonso         | 50,30 |
| 7       | Rik Tommelein       | 50,45 |
| 8       | Atanasios Kalojanis | 51,83 |